# Enoplognatha
Enoplognatha este un gen de păianjeni din familia Theridiidae.

## Specii[1]
- Enoplognatha abrupta
- Enoplognatha afrodite
- Enoplognatha almeriensis
- Enoplognatha apaya
- Enoplognatha bidens
- Enoplognatha biskrensis
- Enoplognatha bobaiensis
- Enoplognatha cariasoi
- Enoplognatha caricis
- Enoplognatha carinata
- Enoplognatha deserta
- Enoplognatha diodonta
- Enoplognatha diversa
- Enoplognatha franzi
- Enoplognatha gemina
- Enoplognatha gershomi
- Enoplognatha giladensis
- Enoplognatha gramineusa
- Enoplognatha hermani
- Enoplognatha inornata
- Enoplognatha intrepida
- Enoplognatha joshua
- Enoplognatha juninensis
- Enoplognatha kalaykayina
- Enoplognatha latimana
- Enoplognatha lordosa
- Enoplognatha macrochelis
- Enoplognatha malapahabanda
- Enoplognatha mandibularis
- Enoplognatha margarita
- Enoplognatha mariae
- Enoplognatha maricopa
- Enoplognatha marmorata
- Enoplognatha maysanga
- Enoplognatha mediterranea
- Enoplognatha molesta
- Enoplognatha monstrabilis
- Enoplognatha mordax
- Enoplognatha nigromarginata
- Enoplognatha oelandica
- Enoplognatha oreophila
- Enoplognatha orientalis
- Enoplognatha ovata
- Enoplognatha parathoracica
- Enoplognatha penelope
- Enoplognatha peruviana
- Enoplognatha philippinensis
- Enoplognatha procerula
- Enoplognatha pulatuberculata
- Enoplognatha puno
- Enoplognatha qiuae
- Enoplognatha quadripunctata
- Enoplognatha robusta
- Enoplognatha sattleri
- Enoplognatha selma
- Enoplognatha serratosignata
- Enoplognatha tadzhica
- Enoplognatha testacea
- Enoplognatha thoracica
- Enoplognatha turkestanica
- Enoplognatha tuybaana
- Enoplognatha verae
- Enoplognatha wyuta
- Enoplognatha yelpantrapensis
- Enoplognatha zapfeae